# Xie Xingfang
Xie Xingfang  ( 谢杏芳, Guangzhou, 8 januari, 1981) is een Chinese badmintonspeelster. Ze werd in zowel 2005 als 2006 wereldkampioene door in beide finales haar landgenote Zhang Ning te verslaan.
De rechtshandige Xie kwam Zhang gedurende haar topsportcarrière tientallen keren tegen. Zhang nam revanche in onder meer de finales van het China Open 2005, Japan Open 2006 en van de Olympische Zomerspelen 2008, waar het goud zo aan Xie's neus voorbijging.

## Erelijst
- Wereldkampioene enkelspel 2005 en 2006
- Winnares Uber Cup 2004, 2006 en 2008, met het Chinese team
- Winnares Aziatische Kampioenschappen 2006, met het Chinese team
- Winnares China Masters Super Series 2007
- Winnares All England Super Series 2007
- Winnares Korea Open Super Series 2007
- Winnares Hong Kong Open 2006
- Winnares All England Open 2005, 2006
- Winnares Denemarken Open 2004
- Winnares Duitsland Open 2004, 2005 en 2007
- Winnares China Open 2004
- Winnares Indonesië Open 2004

## Medailles op Olympische Spelen en wereldkampioenschappen
| Logo van de Olympische Spelen | Onderdeel         | Resultaat |
| ----------------------------- | ----------------- | --------- |
| 2008                          | Vrouwen enkelspel | Zilver    |
| WK                            | Onderdeel         | Resultaat |
| 2005                          | Vrouwen enkelspel | Goud      |
| 2006                          | Vrouwen enkelspel | Goud      |
| 2009                          | Vrouwen enkelspel | Zilver    |